# Köszvény
A köszvény (Arthritis urica) a purin (egyfajta szerves vegyület) lebontásának túlterheltségéből eredő betegség. A megbetegedés az ízületeket érinti, amely először főként a láb öregujj ízületén jelentkezik, ennek neve podagra. A köszvény lefolyása egymást követő hullámokban történik és a húgysavkristályok lerakódásához vezet különféle végtagok ízületeiben és szöveteiben. Az urátkicsapódás az ízületek közelében zajlik, főként hideg és pH-változás hatására. A lerakódás az ízület egészét érinti, az ízületi porcokat, az ízületi tokot és az ízülethez tartozó csontvégeket egyaránt, valamint hosszú távon veseelégtelenséget okozhat.

## Tünetei

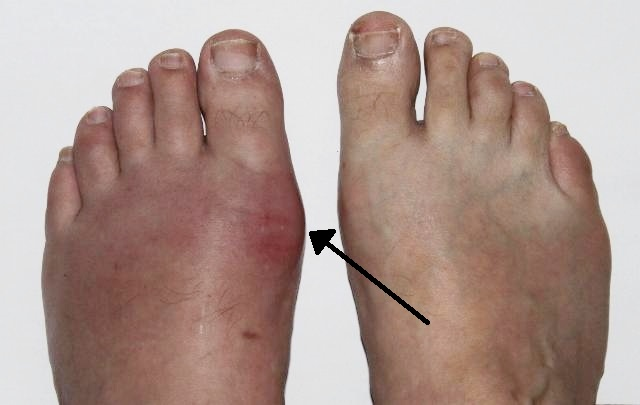
Akut podagra

### Heveny tünetek
Hirtelen fellépő, erős, heves fájdalom egy vagy több ízületben mozgáskor és érintéskor. Az ízület környéke piros, forró és duzzadt – ezen túl gyulladásos tünetek, azaz láz, ritkábban fejfájás, valamint gyulladásos labor értékek, azaz magas fehérvérsejt szám és emelkedett szérum húgysavszint lép fel.
Egy ízület minden sérülés, vagy elfogadható ok nélkül megdagad, igen fájdalmassá és forróvá válik. Gyakran a láb öregujját érinti, ezt nevezzük „podagrának” (aminek eredeti szó szerinti jelentése: kengyel), mivel az érintett beteg nem tud kengyelbe szállni fájdalmak nélkül. A köszvényes roham orvosi kezelés híján rendszerint három napig tart, de a rohamok időtartama a betegség folyamán növekedhet.

### Idült tünetek

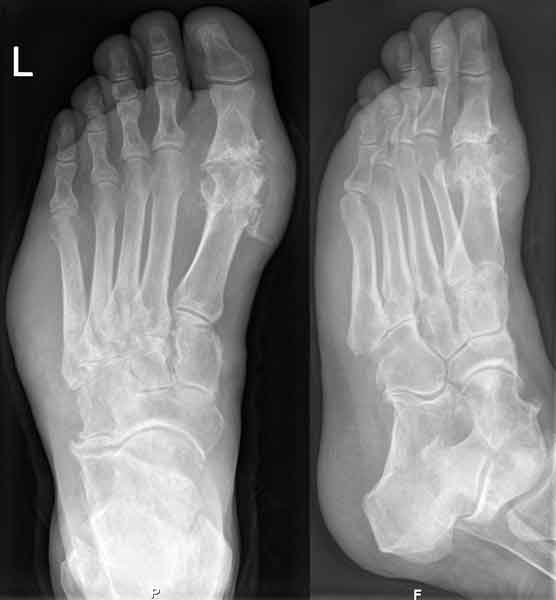
Köszvényes láb röntgenképe. Tipikusan és főként a öregujjak ízületében lép fel. Megfigyelhető a puha szövetek feldagadása a láb szélén

Ha már több roham lezajlott, kifejlődik az arthritis urica: az ízület roncsolódik, jellemzőek a röntgenfelvételeken az ízületekhez közeli szivacsos csontállomány (spongióza) lyukacsos sérülései, a csontnak az ízülethez tartozó feje felritkulttá válik. Következményei: egyre gyakoribb fájdalmas rohamok, húgysav kristályok lerakódása az ízület belsejében, az ízület eltorzulása (deformációja), vesekövek megjelenése, veseelégtelenség.

## Húgysav-túltermelődés (hiperurikémia)
Két okát lehet megkülönböztetni nevezetesen elsődleges és másodlagos formájában: 
- az elsődleges forma a purin anyagcserében megjelenő zavar, mely a vesék kiválasztásának zavaraként áll elő. Igen ritkán lehet oka a húgysav túltermelődése. Ez az elsődleges forma gyakrabban lép fel, mint a másodlagos
- a másodlagos forma esetében különféle kísérő megbetegedések okozzák a húgysav túltermelését.

## Okai
Az esetek 95 százalékában a vesefunkció zavara okozza a húgysavtúltermelést. Egyik kiváltó oka lehet a cukorbetegség (diabetes mellitus), mivel hosszabb időszak alatti magas vércukorszint a véredényeket károsítja, s ezáltal a vesefunkciót károsan befolyásolja.
Ezen kívül a túlzott szeszfogyasztás is lehet kiváltó ok, mivel az alkoholból keletkező ecetsav a vese kiválasztási mechanizmusában a húgysavval versenyez. A sörivók esetében a sörben még előforduló élesztőmaradványok is többletpurint jelentenek.
Ezen túl ok lehet még a purinanyagcsere zavara. Legtöbbször ez a HPRT (hipoxantin-foszforibozil-transzferáz 1), a purinbázisok újrafeldolgozásában részt vevő enzimnél kialakuló zavar. Ezen enzimnek a teljes hiánya a Lesch–Nyhan-szindróma kialakulásához vezet.

A purinanyagcsere fontos fázisai. Mint látható, a xantin oxidációja allopurinollal gátolható

## Diagnózis

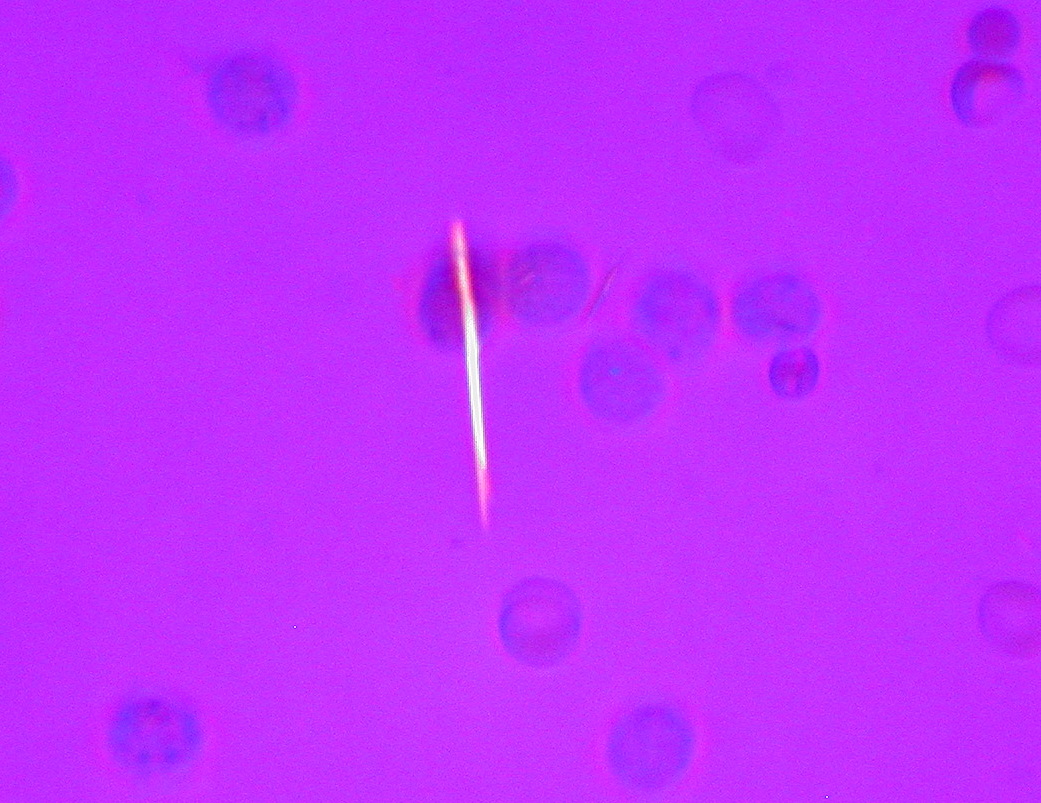
Húgysavkristályok az ízületi folyadékban

A húgysavszint megnövekedése a vérben kimutatható. Ennek során mégis gondolni kell arra, hogy a vérkép – függetlenül attól, hogy a beteg mit evett, illetve ivott – igen gyors változásokat tud mutatni. Ezért, ha egy köszvényes roham fellép, a húgysavszint a vérben már régen normális szintet mutathat a vérvétel időpontjában. Egyetlen laboratóriumi vizsgálat így nem képes bizonyítani a köszvénytől való mentességet.
Laboratóriumi eredmények:
- a fehérvérsejtek szintjének növekedése
- a vérsüllyedés sebességének növekedése
- a húgysavszint 6,5 mg/dl fölé növekedése (de lásd a fentebbieket)

A húgysavszint 8 mg/dl fölé növekedése esetén a betegek negyede, míg a 9 mg/dl fölé növekedése esetén csaknem minden beteg köszvényes rohamot kap.
Újabb tanulmányok arról adnak hírt, hogy csupán a magas húgysavszintű betegek öt százalékánál fejlődik ki a köszvény. Másrészt a betegség teljesen normális húgysavszintértékeknél is fellép.
Ezen túl krónikus megbetegedéskor a csontok tipikus eltorzulásai jelennek meg a röntgenfelvételeken (ízületi károsodás és csont, illetve porcveszteség az ízületek közelében). A röntgenfelvételekkel ki nem mutatható húgysavkristályok közvetett kimutatására szolgál az urográfia (jódot tartalmazó kontrasztanyagok segítségével végzett röntgenvizsgálat). Végül is az ízület punkciójával közvetlenül kimutathatóak az ízületi folyadék elemzése révén, az abban megjelenő húgysavkristályok, és ez a diagnózist biztossá teheti.

## A köszvény lehetséges szövődményei és társbetegségei
A köszvény meglepően ritkán jelentkezik valamilyen szövődmény vagy társbetegség nélkül, ezért nagyon fontos, hogy az érintettek tisztában legyenek mindazzal, amire oda kell figyelniük. Különösen annak fényében, hogy a köszvény diagnosztizálásakor legalább enyhébb formában ezek a szövődmények és kísérőbetegségek jellemzően már szinte minden esetben megfigyelhetők.
Érdemes odafigyelni rájuk azért is, mert a gyakorlati tapasztalatok alapján egy társbetegség a köszvény mellett általában sokkal súlyosabb formában jelenik meg, mintha önmagában találkoznánk vele.
Érrendszeri problémák
Különösen nagy elváltozásokat képes okozni a köszvény az érrendszerben, aminek az oka nem más, mint a húgysav mértékének megnövekedése. Ilyenkor nemcsak a húgysav kristályok jelentenek problémát az érfalak épségére, hanem maga a sav már oldott állapotban is. Több kutatás is egyértelműen bebizonyította, hogy emiatt a köszvény gyakran jár együtt magas vérnyomással, ami egy sor egyéb szövődményt és társbetegséget hozhat magával.
Ide sorolhatjuk a szívinfarktus, a szívelégtelenség és természetesen a stroke kialakulásának kockázatát is. A kapcsolódó tanulmányok szerint a nők jellemzően sokkal inkább veszélyben vannak az ilyen problémák kapcsán, mint a férfiak, érdekesség pedig, hogy elegendő mindössze 60 µmol/l emelkedés a húgysav kapcsán ahhoz, hogy már 10 százalékkal növekedjen a magas vérnyomás kialakulásának kockázata.
Vesebetegségek
Szintén bizonyított tény, hogy a köszvény mellett nagyon gyakran jelennek meg különféle vesebetegségek. Az egyik legjellemzőbb például a húgysavból kioldódó kristályok kövesedése, amit a savas pH érték határozottan elősegít. A legnagyobb problémát az okozza, ha ezek a krónikus kőképződések vagy lerakódások a vese szöveteiben jelennek meg, hiszen ezzel gyulladások keletkeznek, sőt az ép szövetek is károsodásnak indulnak.
Ritka, de előfordul, hogy ennek a kórképnek kialakul egy akut változata, amely szintén a köszvényes állapothoz vezethető vissza. A legtöbb esetben akkor fordul elő, ha ezek a problémák rákos megbetegedéssel járnak együtt, mert bizonyos kezelések növelhetik a húgysav szintjét, ezért célzottan törekedni kell annak csökkentésére.
Metabolikus szindróma
A metabolikus szindróma egyike a legismertebb társbetegségnek a köszvény kapcsán, a köztük lévő összefüggést már nagyon régen leírta az orvostudomány. Részeként leginkább a hasi elhízás, a magas vérnyomás, a lassuló zsíranyagcsere, valamint az inzulinrezisztencia a leginkább jellemző, valamint az úgynevezett rossz koleszterin szintjének növekedése. Mondhatjuk tehát, hogy egy erőteljes elhízásról beszélhetünk, mely drasztikusan megnöveli a cukorbetegségre való hajlamot.
Merevedési zavarok
Noha az orvostudomány egyelőre még nem tisztázta pontosan, hogy miért van pszichésen és szervi oldalról egyaránt kapcsolat a köszvény és a merevedési zavarok között, ellenben az ok-okozati összefüggést már több kutatásban is leírták. A tudományos háttér feltárása folyamatosan zajlik!

## Terápia

### Heveny köszvényes roham
Nem-szteroid gyulladáscsökkentő gyógyszerek
a nem szteroid gyulladásgátló gyógyszerek a prosztaglandinok szintézisének részeit blokkolják azáltal, hogy a gyulladások anyagcseréjének (cyclooxigenáz) egy enzimét leblokkolják, ami a fájdalom csökkenését és a gyulladások fékezését eredményezi. Az Indometacin dokumentációja a legjobb, a gyógyszer mégis gyakran okoz mellékhatásokat. A köszvény terápiájára alkalmatlanok az acetilsavak, mivel lelassíthatják a húgysav kiválasztását.
Kolchicin
akadályozza a fehérvérsejteket (különösen az elhalt sejtek bekebelezését végző makrofágokat) abban, hogy húgysavkristályokat vegyenek fel, így mérsékli a gyulladási reakciókat, amelyeket ezek a sejtek és az általuk termelt citokinek táplálnak. Az őszi kikerics mérgének felhasználása olyan régi, mint az orvoslás, de a magas toxicitása miatt kolchicint csak ritkán alkalmaznak. Miután a kolchicint hosszú ideig magas dózisban alkalmazták, ma már – tisztán tapasztalati meggondolásokból – alacsony dózisokat javasolnak. Veseelégtelenség esetén ellenjavallt.
Hidrokortizon
a testben előforduló hormon, melynek erős gyulladást mérséklő hatása van. A kortikoszteroidokat az utóbbi években magasabbra értékelték a köszvény gyógyításában, holott hatásukat komoly tanulmányok nem vizsgálták. A szteroidok előnye, hogy veseelégtelenség nem képez ellenjavallatot.
Minden fentebb felsorolt gyógyszer csak a tüneteket mérsékli.

### Krónikus köszvénybetegség
A táplálkozási szokások megváltoztatása
A purinban gazdag étkezési anyagok fogyasztását kell kerülni (belsőségek, máj, tüdő, füstölthúsok, kávé, tea), lehetőleg teljes lemondás az égetett szeszekről. A testsúly normális szintjének elérését kell célul tűzni. A húgysavszint rendszeres kontrollja javasolt.
Húgysav kiválasztását elősegítő készítmények
A vesékben a húgysav kiválasztását segítik elő azáltal, hogy gátolják a húgysav vesékben való visszaalakulását.
Ezek egyenként:
- Benzbromaron
- Probenecid
- Isobromindion
- Sulfinpyrazon (nincs forgalomban)

Urikosztatikumok
gátolják a húgysavképzést a xanthinoxidáz kiegészítő gátlása révén, amely a hypoxanthint oxidálja xanthinná és azt tovább húgysavvá. Kiegészítő hatása ennek, hogy az így elért magas hipoxanthin koncentráció a purin szintézisét fékezi. E hatóanyagok Allopurinol és Febuxostat.

### A köszvény diéta
A köszvény egy tipikusan olyan betegség, mely diétával nagyon jól szinten tartható. Óriási jelentősége van, hogy a beteg ezen a téren megfelelő tájékoztatást kapjon, azonban mégis jellemző, hogy sok esetben egyszerű háziorvosi kezelés történik különösebb felvilágosítás vagy segítség nélkül. Márpedig egy speciális étrend betartásával a betegség nagyon jól kezelhető, a gyógyszeres kúra viszont önmagában nem elég a köszvény visszaszorításához.

#### A purinszegény étrend
A legismertebb köszvény diéta az úgynevezett purinszegény étrend, ami annyira hatásos, hogy önmagában képes csökkenteni még a kórosan magas húgysav szintet is. Egy átlagos ember a hétköznapokban 600–1000 mg purint fogyaszt el, aminek a mértékét a diagnosztizált köszvény – vagy a betegség kialakulásának megelőzése esetén – drasztikusan csökkenteni kell.
A cél, hogy a purinfogyasztás mértéke legalább 300 mg alá csökkenjen, amivel nemcsak a betegség kialakulását és kiújulását kerülhetjük el, hanem diagnosztizált probléma esetén a beteg állapotának javulása is elérhető, sőt megelőzhetők a szövődmények és felgyorsulhat a gyógyulási folyamat. Amennyiben köszvényes rohamokról beszélünk, a purinfogyasztás mértékét 100 mg alá kell csökkenteni, de 100–200 mg a cél akkor is, ha a betegség krónikus lefolyású.

#### Purintartalmú ételek
Ha purinszegény étrendet akarunk folytatni, akkor ismernünk kell azokat az ételeket, amelyeket szabad vagy éppenséggel nem szabad elfogyasztanunk.
A nagyon magas purintartalmú ételek közé legfőképpen a húsfélék tartoznak. A közhiedelemmel ellentétben nemcsak a disznó vagy a marha, hanem a halhús is sok purint tartalmaz, gyakran 150 mg-nál többet. A zsíros húsoktól érdemes teljesen óvakodni, és legfeljebb csirkét vagy pulykát fogyasztani – hetente maximum egy alkalommal. Kerülendő továbbá az alkohol, az édesség, a legtöbb péksütemény, de mindenféle füstölt és zsíros étel is.
Kifejezetten jó hatást gyakorol a köszvényes betegek állapotára, ha zsírszegény tejtermékeket fogyasztanak. Tejfölt vagy vajat például nem szerencsés enni a diéta során, de bármilyen zsírszegény tej vagy joghurt belefér a diétába, sőt a szervezet fehérjeszintjét tojásfogyasztással is egyensúlyozhatjuk akár minden egyes nap.
Szintén erősen ajánlott az étrenden belül a sok zöldség és gyümölcs. Kifejezetten alacsony purintartalommal rendelkezik a cseresznye, a burgonya, a rizs és a legtöbb gabonaféle is, de bátran fogyaszthatunk hüvelyeseket, babot, borsót, lencsét. Ezek a köszvényes betegek állapotát jellemzően nem súlyosbítják, de ezt általánosságban a legtöbb zöldségről és gyümölcsről elmondhatjuk.
A köszvénydiéta kapcsán nagyon fontos odafigyelni a folyadékbevitelre! Naponta legalább 2-3 liter, vagy annál is több tiszta víz fogyasztása javasolt, de előnyösek lehetnek a speciális gyógyvizek, sőt cukor nélkül a különféle gyógyteák, melyek javíthatják a beteg közérzetét, illetve állapotát.
A diéta során lényeges odafigyelni arra is, hogy egy olyan életmódváltásra lesz szüksége a betegnek, aminek részeként az addig alkalmazott sütés- és főzéstechnikákkal is szakítanunk kell, ezáltal az olajban vagy zsírban sült ételek mellőzése szükséges, helyettük pedig előtérben kell részesíteni a párolást, a főzést vagy a grillezést.

## Húgysavképződés a táplálékfelvétel útján (szemelvények)
- magas húgysavkoncentráció  (200 mg/100g felett): pisztráng, hering, a heringfélék családjába tartozó halak, grillcsirke, máj, vese, a borjak pajzsmirigye, velő, húslevesek, leveskockák és sütőélesztő[2]
- közepes húgysav koncentráció  (80 és150mg/100g között): lepényhal-filé, sörsonkák, az izmok húsa (marha, disznó, csirke, vad), hüvelyesek és mogyorófélék[3]
- alacsony, vagy nulla húgysav koncentráció  (0 és50mg/100g között): tej, joghurt, tojás, tök, paprika, burgonya, alma, barna és fehérkenyér, sajtok[4]

Mindenképp megjegyzendő, hogy a tejtermékeknek gyakran magas a gyümölcscukor tartalmuk, amelynek emésztésekor inozin-monofoszfát keletkezik, ez a purinlebontáson keresztül megnöveli a húgysavkoncentrációt a szervezetben.
- Az italoknál elsősorban a sör (10–23 mg pro 100 g) és kóla (10 mg pro 100 g) a forrásai a purinnak (forrás: Nepomuk Zöllner, Diät bei Gicht und Harnsäuresteinen, Falken Verlag) A kávéban és a fekete teában, kakaóban lévő purint nem bontja le a szervezet húgysavvá, így továbbra is fogyaszthatók.

## Híres köszvényesek
- Kolumbusz Kristóf
- Nagy Sándor makedón király
- Ötzi
- Nagy Károly frank császár
- Nagy Szulejmán oszmán szultán
- I. Mátyás magyar király
- Erős Ágost lengyel király
- VIII. Henrik angol király
- Thomas Jefferson
- Isaac Newton
- Albrecht von Wallenstein
- Charles Darwin
- Bakócz Tamás
- Ásza júdai király
- Lennart Torstenson
- II. Rákóczi Ferenc
- Peter Paul Rubens

### Német nyelvű irodalom
- Müller, C.: „Gichterkrankung - Purinarme Kost gegen Schmerzen (Purinban szegény táplálék a fájdalmak ellen)“. aus: UGB-Forum 2/00, S. 68–71, UGB-Verband, 2000
- Tausche, Anne-Kathrin et al.„Gicht – aktuelle Aspekte in Diagnostik und Therapie(Köszvény- aktuális nézetek és terápiák)“Dtsch Arztebl Int (Német belgyógyászok lapja)2009; 106(34-35): P. 549-55

### Magyar nyelvű irodalom
- Gaálné Póda Bernadette : Köszvény Medicina Könyvkiadó 1986 Budapest Sorozatcím: Diétáskönyvek ISBN 963-241-369-5
- Dr. Mila Mituszova: Hiperurikémia és köszvény Medicina Könyvkiadó 1987 Budapest ISBN 963-241-564-7

### A köszvény történetéhez
- Gerhard Eis: „Erhard Knabs Gichtregimen (Erhard Knab köszvényterápiája) (1469)“, Medizinische Monatsschrift 7 (1953), S. 523–527

## Fordítás
- Ez a szócikk részben vagy egészben  a   Gicht című német Wikipédia-szócikk ezen változatának fordításán alapul.  Az eredeti cikk szerkesztőit annak laptörténete sorolja fel. Ez a jelzés csupán a megfogalmazás eredetét és a szerzői jogokat jelzi, nem szolgál a cikkben szereplő információk forrásmegjelöléseként.

### Magyar nyelven
- A köszvény öt tünete és kezelése. FEMINA. (Hozzáférés: 2011. január 14.)
- A köszvény és tünetei. WEBBeteg. (Hozzáférés: 2011. január 14.)
- Köszvény.lap.hu. Startlap.hu. (Hozzáférés: 2011. június 28.)
- A köszvényes roham okai és kezelése Archiválva 2018. február 11-i dátummal a Wayback Machine-ben
- Köszvény tudástár

### Német nyelven
- Hyperurikämie und Gicht - Diagnostik – Artikel in der Deutschen Medizinischen Wochenschrift
- Informationen des Bayerischen Staatsministeriums für Umwelt, Gesundheit und Verbraucherschutz – Gicht und Gichtprävention (im Internet Archive)
- Gicht Informationen des Instituts für Ernährungsinformation
- Die Gicht – Sinnbild der Völlerei? – Wofür ist Harnsäure gut?
- Engelhardt: Lexikon Orthopädie und Unfallchirurgie - Gicht (Arthritis urica)